# 克龙巴赫
克龙巴赫（德語：Krombach）是德国图林根州的市镇，隶属于艾希斯费尔德县。总面积为4.19平方千米，截至2023年12月31日总人口为162人。

## 图库

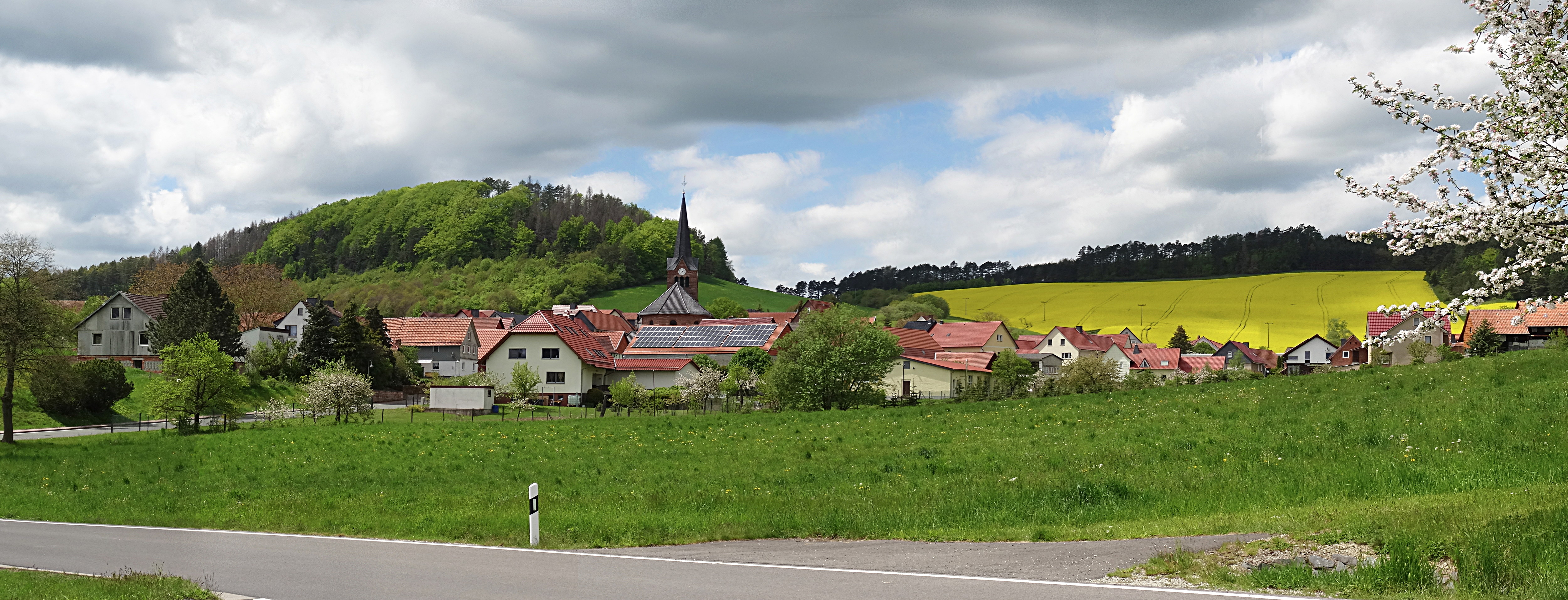